# ロケ弁

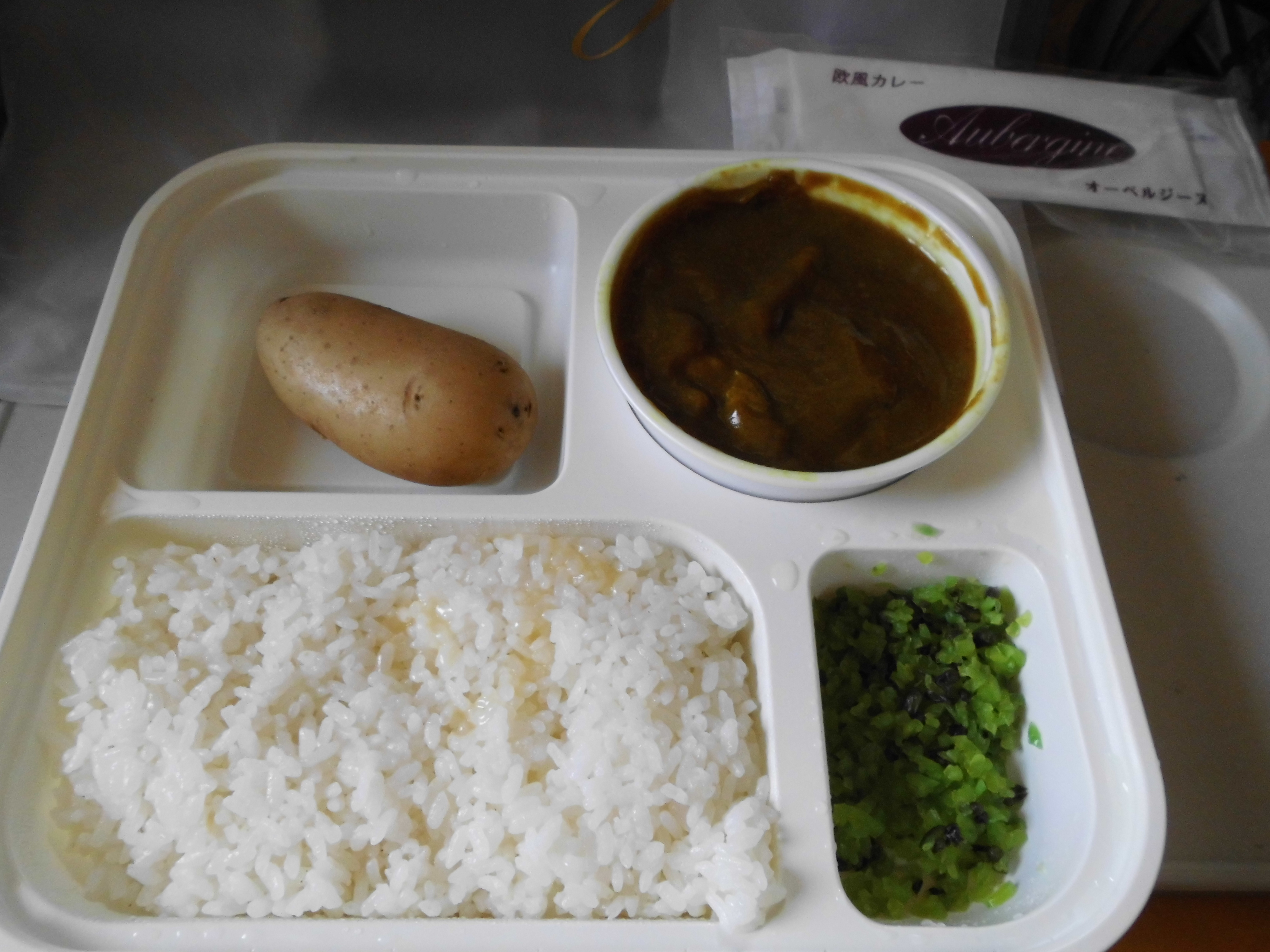
ロケ弁で人気があるオーベルジーヌのカレー弁当

ロケ弁（ロケべん）は、日本において映画やテレビ番組などのスタッフや出演者が、撮影・収録現場などで撮影・収録の前後や合間に食べる弁当の事である。
ロケ弁の実態はごく普通の仕出し弁当であり、特別な弁当であることは滅多にない。テレビ局・制作会社・スタジオごとに配達の都合などから使い慣れた仕出し業者があるため、ある程度は「ロケ弁としてポピュラーなもの」はある。東京都渋谷区の「津多屋」、東京都大田区の「鳥久」、神奈川県横浜市の「崎陽軒」など、ロケ弁として人気の店、ロケ弁の御用達とされる店も存在する。
米国のハリウッドなど諸外国の制作現場では、代替としてさまざまな方法が行われる。1つの方法として料理人を帯同させ、予算に応じてその場で調理したもので食事を済ませることも行われるが、これをケータリングという。個人で工面する場合であっても、信仰する宗教上の戒律に触れることがないように注意が払われる。
屋外ロケではフィルム・コミッションなどを多用するため、この手配はフィルムコミッションが行うことが多い。その場合、地元側のサービスの意味も込めて郷土料理が盛り込まれることなどもある。